# Felix Mayer-Felice

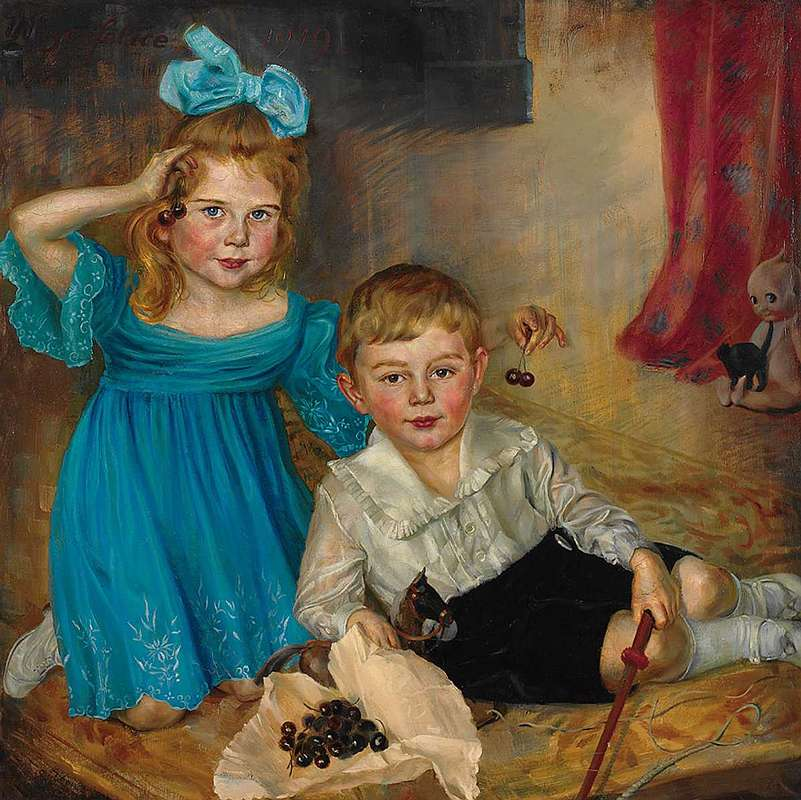
Kinderporträt

Konrad Felix Mayer-Felice (* 17. April 1876 in Schübelsberg bei Nürnberg; † 14. Mai 1929 in Nürnberg) war ein deutscher Porträtmaler.
Von 1891 bis 1895 war Mayer-Felice Schüler der Kunstgewerbeschule Nürnberg bei Carl Fleischmann, Karl Hammer und Heinrich Heim. Seit dem 28. Oktober 1895 studierte er an der Königlichen Akademie der Künste in München in der Naturklasse bei Nikolaus Gysis. Danach unternahm er Studienreisen nach Rom und Paris.
Anschließend wurde er in Nürnberg als Porträtmaler tätig. Er porträtierte u. a. die Mitglieder des bayerischen Königshauses in München sowie die Geistlichkeit in Augsburg, Bamberg und Würzburg. Zwischen 1902 und 1929 schuf er etwa 800 Bildnisse. Mayer-Felice malte in Öl, Pastell und Kohle.
Mayer-Felice war seit 1903 Mitglied des Künstlervereins, seit 1924 der Nürnberger Kunstgenossenschaft und seit 1928 der Freien Secession.
Bei der Immatrikulierung in München gab er New York als sein Herkunftsort an.